# Cécile Brunschvicg
Cécile Brunschvicg (pronunciat [sesil bʁœ̃svik]), nascuda amb el nom de Cécile Kahn, (Enghien-les-Bains, 19 de juliol de 1877 - Neuilly-sur-Seine, 5 d'octubre de 1946) fou una política feminista francesa, militant del Partit Radical.
Des de la dècada de 1920 fins a la seva mort, va ser considerada com "la gran dama del moviment feminista" a França.
Va néixer el 19 de juliol de 1877 en una família republicana jueva de classe mitjana instal·lada a Enghien-les-Bains. El seu entorn familiar no estava disposat a deixar que les dones estudiessin, sobretot quan tenien més de 17 anys. Fou una dona "alliberada" (segons l'època) quan va començar a sortir i casar-se amb Léon Brunschvicg, filòsof antisexista i membre de la Lliga dels Drets de l'Home, que la va impulsar en l'activisme feminista, arribant a ser vice-presidenta de la Lliga d'Electors pel sufragi de les dones.
Va ser nomenada sosts-secretària d'Estat d'Educació Nacional en el primer govern de Léon Blum, càrrec de desenvolupà entre 1936 i 1937.